# Серсе Космі
Серсе Космі (італ. Serse Cosmi, нар. 5 травня 1958, Перуджа) — італійський футболіст, що грав на позиції півзахисника, захисника. По завершенні ігрової кар'єри — тренер.

## Клубна кар'єра
Народився 5 травня 1958 року в місті Перуджа. Вихованець футбольної школи клубу «Тернана», втім до першої команди не пробився і на професіональному рівні ніколи не грав, виступаючи за ряд аматорських колективів країни на позиції півзахисника. Гру він поєднував з роботою учителем молодших класів у школі.

## Кар'єра тренера
Розпочав тренерську кар'єру невдовзі по завершенні кар'єри гравця, 1987 року, ставши тренером юнацької команди клубу «Еллера» до 18 років.
Його дебют в статусі головного тренера відбувся в 1990 році, коли він був призначений на посаду тренера «Понтевеккьо», невеликої аматорської команди з міста Понте-Сан-Джованні, яку він тренував п'ять років, вивівши її з Пріма Категорії (четвертий рівень аматорських ліг у Італії) до Серії D, найвищого дивізіону для аматорських команд. Після цього він очолив «Ареццо», яке вивів з Серії D до Серії С1, пропрацювавши там до 2000 року, при цьому в останньому сезоні лише через поразку у плей-оф клуб не потрапив до Серії Б.
Після такого успіху Космі 2000 року став головним тренером команди Серії А «Перуджа» з однойменного рідного міста, де пропрацював чотири роки. За цей час у нього в команді на високому рівні розпочали грати такі майбутні зірки італійського футболу як майбутній чемпіон світу Марко Матерацці, а також Фабріціо Мікколі, Фабіо Гроссо і Фабіо Ліверані, а сам клуб з Умбрії Космі привів до перемоги в Кубку Інтертото 2003 року.
2004 року, після того як «Перуджа» вилетіла з Серії А, Космі покинув клуб і очолив іншу команду другого дивізіону «Дженоа». З цим клубом у сезоні 2004/05 він виграв Серію Б, втім замість підвищення у класі генуезці були відправлені до Серії С1 за договірний матч. Тим не менш Космі, який був визнаний найкращим тренером Серії Б, таки розпочав наступний сезон в елітному дивізіоні, очоливши «Удінезе». Цю команду Космі вивів вперше в історії до групового етапу Ліги чемпіонів УЄФА 2005/06, пройшовши у кваліфікації португальський «Спортінг», втім третє місце в групі і невдалі результати на внутрішній арені призвели до звільнення Космі 10 лютого 2006 року після поразки від «Реджини».
28 лютого 2007 року був призначений головним тренером «Брешії» і майже відразу привів команду до сенсаційної перемоги 3:1 проти головного фаворита Серії Б «Ювентуса», який змушений був грати у другому дивізіоні через Кальчополі. Втім вивести команду в еліту Серсе так і не зумів, зайнявши у першому сезоні шосте місце, а у другому програвши у півфіналі плей-оф, після чого був звільнений на старті третього сезону 2008/09 після п'яти турів чемпіонату, в яких здобув лише одну перемогу.
20 жовтня 2009 року Космі повернувся до Серії А як новий головний тренер «Ліворно». У своїй першій грі його команда сенсаційно на виїзді обіграла столичну «Рому» (1:0), а три дні по тому здолала й «Аталанту», покинувши зону вильоту. Космі подав у відставку з тренерської посади 24 січня 2010 року після поразки 0:2 від «Наполі» через розбіжності з головою клубу Альдо Спінеллі. Два дні потому, 26 січня, Космі і Спінеллі провели зустріч, після якої Космі повернувся до роботи з командою. Проте це тривало лише кілька місяців, і Космі був звільнений у квітні після низки негативних результатів, після яких клуб перебував на останньому місці.
Після більш ніж року без роботи, Космі повернувся в до роботи 28 лютого 2011, взявши на себе тренерські обов'язки в «Палермо», де замінив Деліо Россі, який був звільнений із сицилійського клубу після рекордної поразки 0:7 від «Удінезе». У «Палермо» Космі возз'єднався зі своїми колишніми підопічними Фабріціо Мікколі і Фабіо Ліверані, а також колишнім гравцем, а тепер тренером юнацької команди Джованні Тедеско. Втім виправити ситуацію у Серсе не вийшло і вже 3 квітня 2011 року, всього через кілька годин після розгромної поразки 0:4 у сицилійському дербі проти «Катанії», очолюваної Дієго Сімеоне, Космі був звільнений з посади ексцентричними президентом клубу Мауріціо Дзампаріні, провівши на чолі команди лише 4 гри (3 поразки і одна перемога над «Міланом»).
4 грудня 2011 року Космі став головним тренером команди «Лечче», замінивши Еусебіо Ді Франческо, і ледь не врятував її від вильоту з вищого дивізіону. Після цього 27 червня 2012 року Космі був призначений новим тренером «Сієни» із Серії А, але вже 17 грудня 2012 року був звільнений, залишивши команду на останньому місці в турнірній таблиці з 11 очками.
24 лютого 2014 року прийняв пропозицію попрацювати у клубі «Пескара», з якою зайняв 15-те місце у Серії Б, і по закінченню сезону клуб вирішив не продовжувати контракт з Космі. Після цього Серсе попрацював ще з двома командами Серії Б «Трапані» та «Асколі», але теж не здобув серйозних результатів.

## Титули і досягнення
- Володар Кубка Інтертото (1):

«Перуджа»: 2003

### Індивідуальні
- Нагорода «Срібна лава»: 1999—2000

## Особисте життя
Серсе Космі відрізняється своєю ексцентричною поведінкою на кромці поля. Для фарту він постійно ходить на гру в бейсболці. За визнанням самого тренера, в деяких командах він показував для команди порнофільми, щоб вона краще налаштовувалася на матчі.
Космі пристрасний шанувальник велоперегонів, улюблений велогонщик — Марко Пантані. Любов до цього спорту передалася йому від батька. При цьому самого Космі-молодшого було названо на честь відомого італійського велогонщика середини ХХ століття Серсе Коппі, який загинув у 1951 році.
Також фахівець є великим фанатом клубної музики. У 2013 році він зіграв кілька сетів хауса для відвідувачів відомого нічного клубу Bananas&co.
З 2016 року — почесний громадянин міста Трапані.